# Rae Strait
Die Rae Strait ist eine kleine Meerenge in der Region Kitikmeot in Nunavut, Kanada. Sie befindet sich zwischen der King-William-Insel und der Boothia-Halbinsel auf dem Festland im Osten. Sie ist nach dem schottischen Arktisforscher John Rae benannt, der 1854 als erster Europäer das Gebiet besuchte und dabei die Nordküste Nordamerikas kartierte.
Damals hieß die King-William-Insel noch King-William-Land, da man annahm, dass sie an Boothia grenzte. Am 6. Mai 1854 erreichten Rae und seine beiden Reisegefährten eine Landzunge an der Westküste Boothias, von der aus sie weit nach Westen blicken konnten und erkannten, dass King William Island vom Festland getrennt war. Diese Insel schützt die Meerenge vor dem übermäßigen Zustrom von Packeis aus dem Norden und macht die Gewässer für Schiffe im 19. Jahrhundert schiffbar.
Dies erwies sich als entscheidend für die spätere Vollendung der Nordwestpassage durch Roald Amundsen in den Jahren 1903 bis 1906, da der Norweger durch die Rae Strait segelte, in Gjoa Haven an der südöstlichen Spitze der King-William-Insel überwinterte und dann entlang der arktischen Küste in die Beaufortsee segelte.